# Norbert Ferré
Norbert Ferré (Marsiglia, 23 settembre 1975) è un illusionista e direttore artistico francese.
È noto a livello internazionale con il suo atto di manipolazione umoristica, che può riprodurre in nove lingue diverse, e il suo talento come presentatore di spettacoli. Tecnicamente, è uno specialista nel campo della manipolazione della scena, nelle carte e nelle palle.
Nel popolare libro francese La Magie pour les Nuls, è uno dei maghi citati nel capitolo  "I dieci grandi personaggi della magia in Francia".

## Biografia

### Primi passi
Figlio di un direttore delle vendite e di una infermiera liberale, è il più giovane dei due figli della famiglia. Ha studiato business, così come sociologia e psicologia e ha terminato gli studi con un Master. Fatta eccezione per alcuni piccoli aneddotici lavori nel campo alimentare, entrerà appieno nel campo del lavoro direttamente come artista professionista.
Fu all'età di 11 anni, nel 1986, che Norbert Ferré vide l’esibizione del mago Christian Preston a La Ciotat: fu amore a prima vista per quest'arte. Il dono di una scatola contenente i tradizionali giochi di magia per bambini, quindi il leggere tutti i libri sulla magia che poteva trovare, rafforzerà la sua passione.

### Background artistico
Molto rapidamente, nei diversi ambiti della prestidigitazione (vedi illusionismo, 2.2), Norbert Ferré sceglierà quella della manipolazione. Ha iniziato, nel 1989, ad allestire un atto che ha deciso di presentare nel 1991, al primo concorso di magia Jean Eugène Robert-Houdin di Blois (si esibisce ancora sotto il nome d'arte di Maginor), al quale vince il secondo premio il che lo incoraggerà. Riceverà, in questa occasione, i consigli di Pierre Brahma, l'unico francese al momento che è riuscito ad aggiudicarsi il Grand Prix al FISM (una sorta di giochi olimpici di prestigio che si svolgono ogni tre anni).  Norbert Ferré continua a lavorare sul suo atto e lo presenta questa volta al concorso nazionale dell'AFAP (ex nome del FFAP) a Perpignan nel 1999.
Nel 2003, alla 23ª convention FISM a L'Aia, nel mese di luglio, vinse il primo premio nella categoria Manipolazione e vinse il Grand Prix generale in tutte le categorie, conquistando il titolo di  "Campione del Mondo".
Non prenderà più parte a dei concorsi. In Francia, continuerà ad esibirsi in molti festival e convention sulla magia e sarà, tra gli altri, uno degli artisti del tour  "The Night of Magic" programmato in molte città del Paese. Sarà anche ingaggiato dal Crazy Horse (cabaret). Ora è anche chiamato molto all'estero; viaggerà per tutto il mondo esibendosi in grandi cabaret, gli importanti festival della magia. Si esibirà anche nei circhi. Infine, si vedrà in spettacoli televisivi in tutto il mondo.

## Premi e Riconoscimenti
Alla fine del mese di giugno del 2000, ha vinto il secondo posto nella manipolazione alla 26ª convention del Royal Magicians Club di Bruxelles e alla 22ª convention della FISM a Lisbona.
Nel 2001, ha ricevuto a Las Vegas l’Originality award del "World Magic Seminar 2001" e nel dicembre dello stesso anno, il The Magic Circle di Londra lo ha introdotto nel M.I.M.C. (Membro dell’Inner Magic Circle con una stella d'oro), il più alto grado per i suoi membri.
Nel 2002, l’Academy of the Magic Arts gli ha conferito un Mandrake d'or a Parigi.
Nel 2003, alla 23ª Convention FISM a L'Aia, è diventato Campione del Mondo nella categoria Manipolazione e ha vinto il Grand Prix in tutte le categorie.
Il FISM Grand Prix è stato l'ultimo concorso al quale ha partecipato; da allora si è esibito presso i più famosi festival, convention o cabaret di tutto il mondo e continua a ricevere premi onorari, quali quelli indicati di seguito.

## Premi Onorari
Nell'ottobre 2003, il FFAP gli ha assegnato la medaglia d'oro Jean Eugène Robert-Houdin al Congresso di Aix-les-Bains.
Il 5 luglio 2005, ha ricevuto la «Medaglia della Città di Marsiglia».
Altri importanti riconoscimenti includono negli Stati Uniti, l’Excellence Award (The Florida State Magicians' Club - Magic on the Beach XIII) o, in Spagna: 2014 targa commemorativa conferita dalla città di Tamarite de Litera in Spagna (Pro-Tamarit Collective - Encuentro Nacional de Magos Florences Gili).

## Altre attività
Dal 19 marzo 2012, è stato Presidente della fondazione "MAGEV - Charity Magic", una fondazione il cui scopo è quello di offrire spettacoli, laboratori sulla scultura fatta con i palloncini, ecc, per i bambini sofferenti (per malattia, abuso, ecc) e per adulti con disabilità.
Infine, oltre alla sua carriera artistica, Norbert Ferré si occupa professionalmente di artisti internazionali, quali Luis de Matos, Alberto Giorgi, Yu Hojin,...

## Filmografia

### Cinema
- Origini del mondo (L'origine du monde (film)), regia di Jérôme Enrico (2001)